# عبد العزيز المطير
عبد العزيز المطير، قاضي عراقي تولى عضوية محكمة تمييز العراق في عهد المملكة العراقية، ومن العاملين في سبيل القضية العراقية في عهد الدولة العثمانية، وأحد أصحاب المجالس السياسية في بغداد.

## مولده ونشأته
ولد عبد العزيز بك بن صالح الأحمد المطير في محافظة عنيزة بمنطقة القصيم في نجد، وهو من قبيلة قحطان المعروفة في الجزيرة العربية. ولقد نشأ في كنف عائلة تمتهن التجارة وبحكم أعمال والدهِ التجارية هاجر والده إلى العراق وسكن مدينة البصرة، ثم توفي في البصرة وأنجب عدة أولاد هم عبد العزيز، وعبد الله، وأحمد، وعبد الرحمن، وقد سار أولاده على نهجهِ في سلوك درب التجارة، باستثناء ولده عبد العزيز الذي سلك طريق العلم حتى نشأ من أفاضل رجالات الدعوة والإرشاد الإسلامي في العراق.

## دراسته
تخرج في مدارس الأستانة وبلاد الشام.
ثم التحق بكلية الحقوق في قونية وبعد تخرجهِ منها استطاع أن يدرس القضاء وأصول الحكم.

## مناصبه الحكومية
- برع وصار من قضاة العراق المشهورين وشهدت لهُ المحافل القضائية بالفصل في القول والعدل في الحكم.
- عين في عهد الدولة العثمانية حاكماً (قاضياً) في لواء النجف، ثم في لواء العمارة.
- عين بعد الاحتلال الإنكليزي للعراق عام 1917م، قاضيا في لواء البصرة.
- عين في نيابة رئاسة محاكم بغداد المدنية.
- عين عضواً في رئاسة محاكم تمييز العراق عام 1932م، ثم أحيل بعدها على التقاعد.

## نشاطه العام
كان لهُ ميل لطلب العلم وقراءة كتب الأدب.
ولقد أبلى بلاءً حسناً في سبيل القضية العراقية في أواخر عهد الدولة العثمانية.
وكان لهُ مجلس من مجالس العلم يقيمه في داره في منطقة الأعظمية، مقابل دار ناجي الخضيري، ويتردد عليهِ العلماء والأدباء والقضاة، وكان ينظر الساسة والمسؤولون إلى مجلسه نظرةَ الريبة وعدم الأطمئنان حيث كان يتكلم فيهِ بأحداث السياسة ونقد تصرفات الدولة، حتى عمدت الحكومة إلى إجبارهِ على أغلاق مجلسهِ بعد ثورة مايس عام 1941م، وأن لا يستقبل أحداً فاضطر إلى ذلك، ثم عاد ففتح مجلسهِ لاستقبال ضيوفهِ فيه وأصحابه بعد انتهاء أحداث ثورة رشيد عالي الكيلاني.

## وفاته
توفي في بغداد ليلة سفرهِ لأداء فريضة الحج إلى مكة في 1 ذو الحجة 1369 هـ/13 سبتمبر 1950م، ودفن في مقبرة الخيزران في الأعظمية، وترك أولاداً كثيرين منهم صالح عبد العزيز المطير، كما ترك مكتبة حافلة تضم أمهات الكتب في الفقه والتفسير واللغة والفنون والأدب والتاريخ والقانون.